# SS-Oberschütze

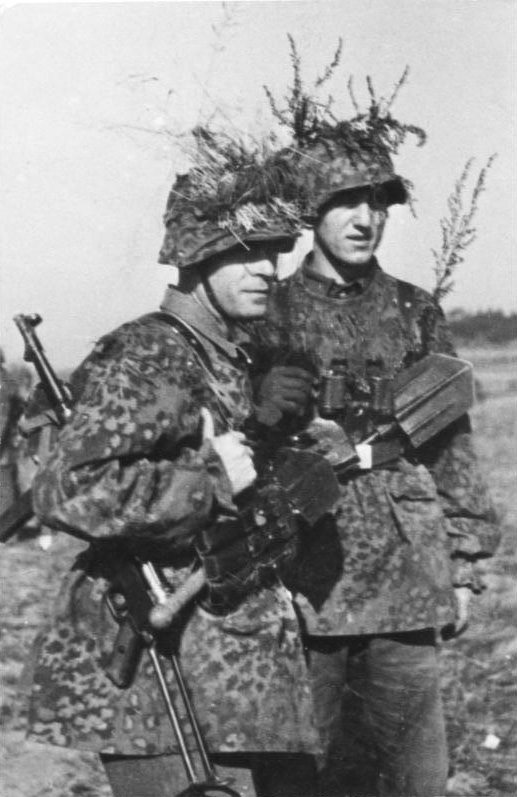
SS-Oberschütze z MP 40 i saperką w maskowaniu

SS-Oberschütze – był to stopień obowiązujący w Waffen-SS, na który awansowani byli członkowie formacji, którzy w czasie pierwszych sześciu miesięcy służby nie otrzymali nagany. Jego odpowiednikiem w Wehrmachcie był stopień obersoldat.
W czasie II wojny światowej rangę oberschütze oznaczono srebrnym znaczkiem noszonym na rękawie munduru.

Oznaczenie SS-Schütze SS-Oberschütze Waffen-SS

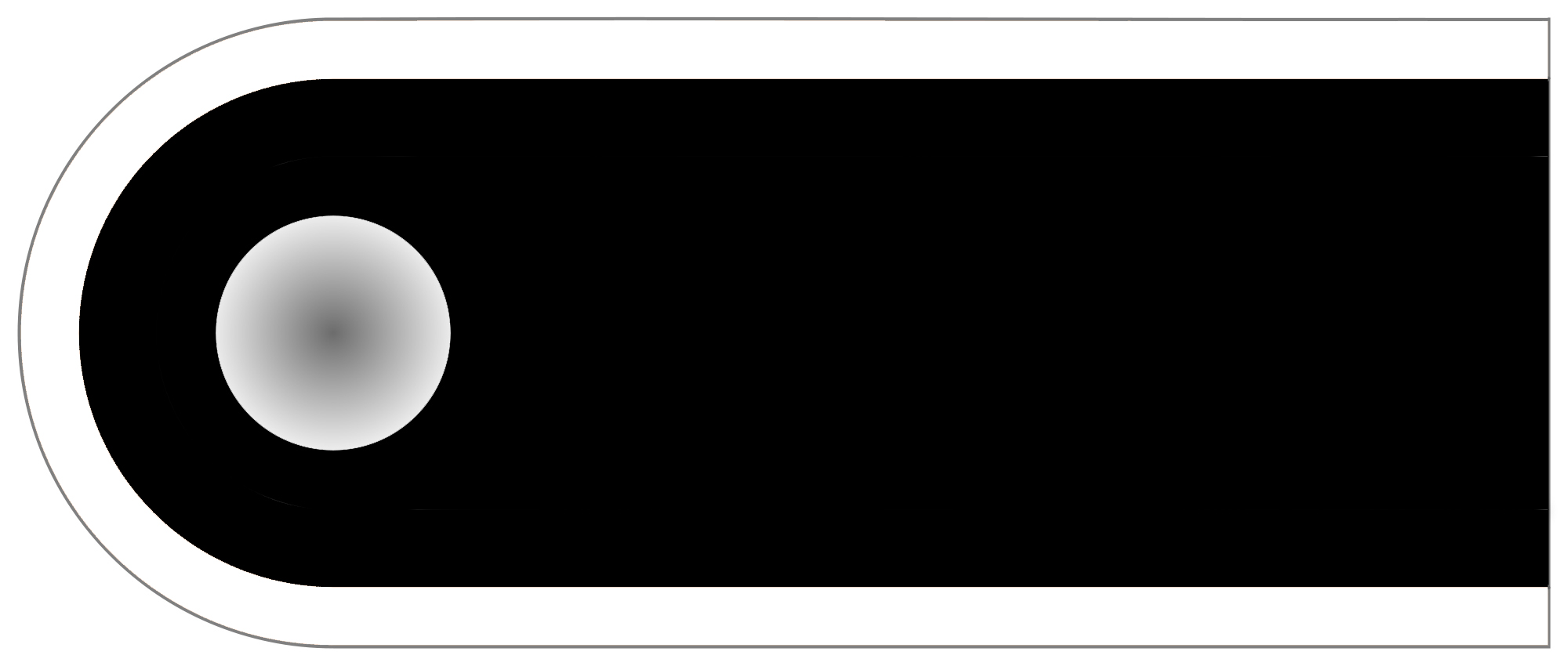
Schulterstück in Feldgrau (für alle Mannschaften der Waffen-SS gleich)
Kragenspiegel (für SS-Schütze und SS-Oberschütze gleich)
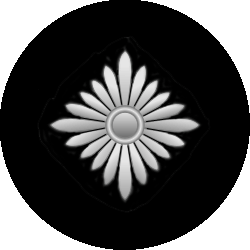
Ärmelabzeichen (linker Oberarm)